# Michael Biberstein
Michael Biberstein (Solothurn, Suíça, 7 de Novembro de 1948 - Alandroal, 5 de Maio de 2013) foi um pintor de nacionalidade dupla Suíça e Americana, que se destacou principalmente pela sua carreira em Portugal, onde viveu durante cerca de três décadas.

## Biografia

### Primeiros e anos e formação
Nasceu em 1948, na localidade de Solothurn, na Suíça, filho de pai de origem suíça e mãe norte-americana.
Foi para os Estados Unidos da América aos catorze anos de idade, onde estudou História da Arte, tendo sido aluno de David Sylvester (en), que o incentivou a seguir uma carreira mais próxima da arte do que historiador.

### Carreira artística
Em 1979, mudou-se de forma definitiva para Portugal, tendo-se integrado inicialmente num grupo onde também faziam parte Julião Sarmento e Fernando Calhau. A sua primeira exposição nacional foi ainda em 1979, na Galeria Módulo. Alguns anos mais tarde fixa-se na vila do Alandroal, onde residiu durante cerca de trinta anos, tendo o seu atelier na Fonte Santa, no percurso entre o Alandroal e o Redondo. Iniciou a sua carreira na pintura em 1972, sendo as suas obras principalmente de grande formato, em pintura abstracta, retratando paisagens, onde utilizou cores neutras, especialmente pretos e cinzentos.
Em 1991, duas pinturas suas fizeram parte de uma exposição no Museu Nacional de Arte Antiga, onde estiveram junto coma pintura de um naufrágio de Claude Joseph Vernet. Em 1995, foi organizada na Fundação Calouste Gulbenkian a exposição antológica Michael Biberstein: a difícil travessia dos Alpes.
A última obra de Michael Biberstein foi a pintura do tecto na Igreja de Santa Isabel, em Campolide, que demorou cerca de quatro anos, e que não foi completada devido ao seu falecimento. Este trabalho foi feito no âmbito das obras de conservação da igreja, planeadas desde 2009, tendo sido convidado pela família Appleton, em cuja galeria o artista tinha apresentado a exposição Works on Paper. Michael Biberstein aceitou fazer a obra, sem quaisquer compensações financeiras. Preparou primeiro uma maqueta, que expôs na galeria, e depois iniciou o trabalho na igreja, que no entanto ficou interrompido devido ao seu falecimento súbito. A pintura foi continuada pela empresa estrangeira Factum, que ofereceu parcialmente a obra, com o apoio da viúva de Michael Biberstein, tendo sido inaugurada em Julho de 2016, numa missa presidida por D. Manuel Clemente. Esta não foi a primeira obra de pintura de tecto feita pelo artista, que já antes tinha feito um trabalho semelhante num castelo na Suíça, embora de dimensões muito menores.

### Falecimento e família
Faleceu em 5 de Maio de 2013, aos 65 anos de idade, devido a um acidente vascular, na sua residência no Alandroal. Estava casado com a escritora Ana Nobre de Gusmão.

## Homenagens
Em 2008, o realizador português Fernando Lopes produziu o filme Michael Biberstein, o Meu Amigo Mike ao Trabalho, onde o retratou a trabalhar no seu atelier na Fonte Santa.
Em Maio de 2018, iniciou-se a exposição retrospectiva Michael Biberstein: X na Culturgest, em Lisboa, que ocupou as duas galerias daquela instituição.